# Цыгане в Турции

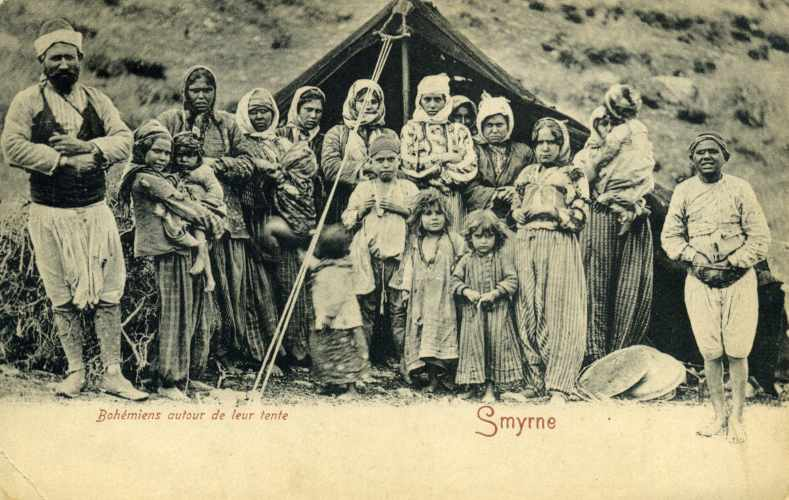
Цыгане в Смирне (1904)

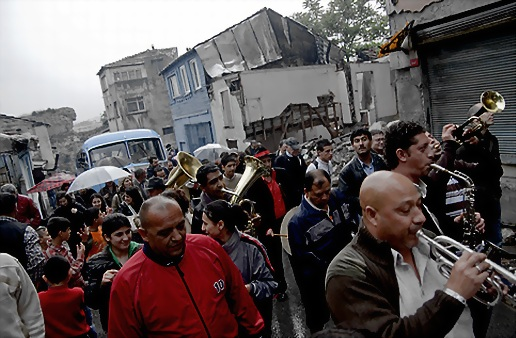
Цыгане в Стамбуле (2008)

Чингене (тур. Çingene), или турецкие цыгане — собирательное название цыганских групп (из ветвей рома и боша), проживающих на территории Турции. Официально не признаны национальным меньшинством. По вероисповеданию в большинстве — мусульмане-сунниты. Местные диалекты цыганского языка испытали на себе влияние греческого и курдского языков, а также анатолийского диалекта турецкого языка. Численность чингене в Турции составляет около 500 000 человек.
Часто к чингене также относят и цыганообразную группу абдал иранского происхождения.

## Расселение
Первые документальные свидетельства о цыганах на территории Малой Азии относятся к IX веку. В Византийскую империю они прибыли из Персии. Во времена Османской империи цыгане поселились также в Румелии, территории империи на Балканах. Историческое поселение Сулукуле в районе Фатих в Стамбуле являлось старейшим цыганским кварталом в Европе. В Османской империи цыгане приняли ислам.
В современной Турции они не имеют правового статуса этнического меньшинства. Такое положение цыган установилось со времени Лозаннского договора 1923 года, в III главе которого, посвящённой защите этнических меньшинств, акцент был поставлен на немусульманских меньшинствах.
По неофициальным данным в Турции проживает около 500 000 турецких цыган. По другим данным их численность доходит до 5 000 000, в то время как официальные источники сообщают о 35 000 человек, что составляет 0,05 % населения Турции.

## Традиционный образ жизни и занятия
Большая часть цыган Турции ведёт оседлый образ жизни. В основном проживают в городах Адана, Измир и Кемер.
Среди традиционных занятий чингене — музыка, исполнение танца живота, торговля цветами на улицах, кузнеческое дело, плетение корзин и попрошайничество.